# Bártolo de Sassoferrato

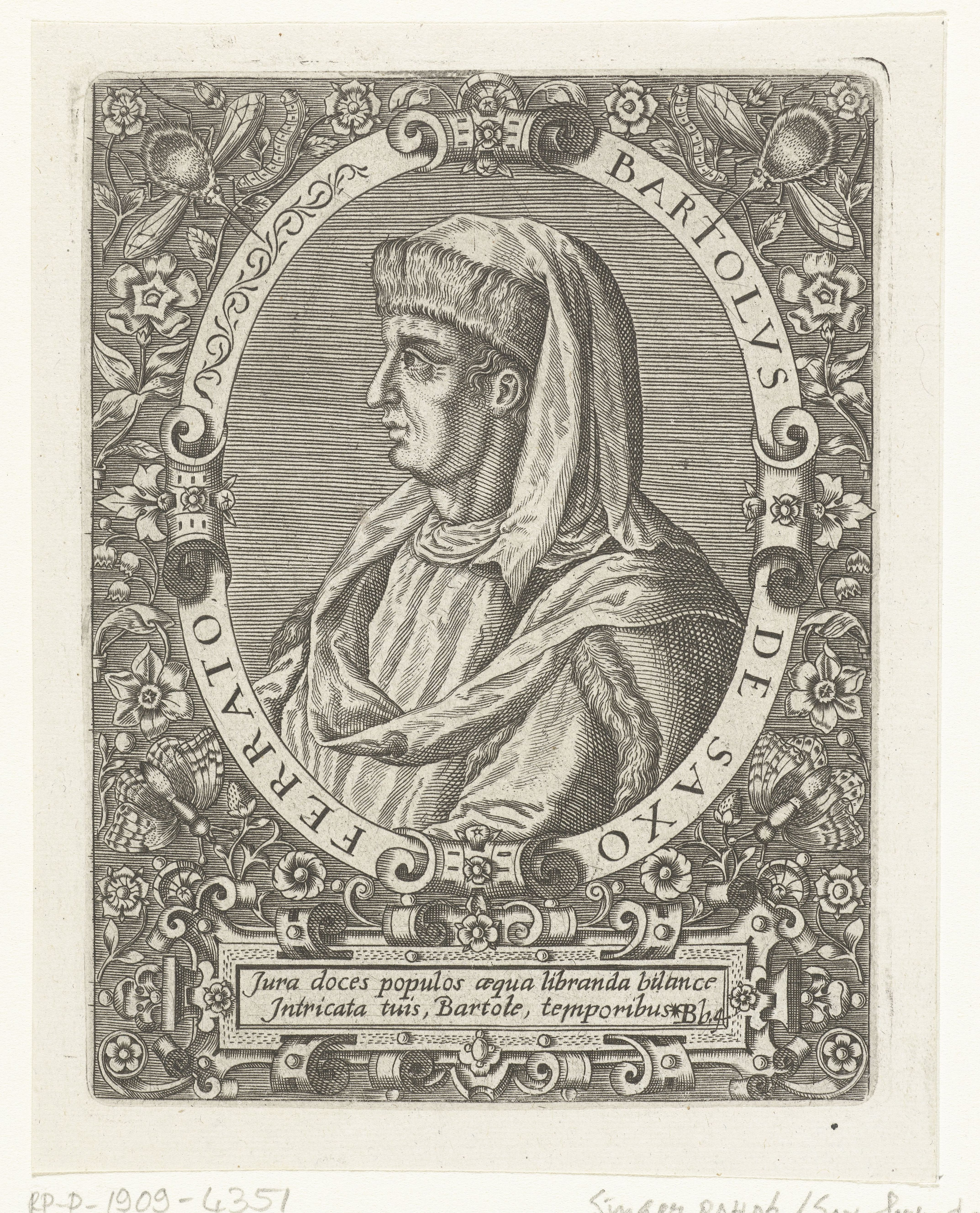
Bartolus de Saxoferrato

Bártolo de Sassoferrato (Sassoferrato, 1314— Perúsia, 13 de julho de 1357) foi um jurisconsulto medieval, um dos mais notáveis comentadores do Direito Romano. Discípulo de Raniero Arsendi da Forlì e Cino da Pistoia, é considerado o maior expoente dentre os comentadores, sendo um dos juristas mais importantes da Europa Continental, durante o Século XIV. Tanto reconhecimento alcançaram os seus métodos e doutrinas que depois de sua morte se divulgou o adágio: «nemo bonus jurista nisi bartolista» — "ninguém é bom jurista se não for bartolista".

## Vida
Nasceu no pequeno povoado de Venatura, onde sua casa ainda é preservada, restaurada em estilo antigo, com uma grande placa comemorativa à sua frente. O povoado está localizado no território sob jurisdição de Sassoferrato, nas Marcas, região central da Itália, na época pertencente aos Estados Pontifícios. Discute-se se seu nascimento ocorreu em 1313 ou 1314.
Recebeu sua instrução elementar de um padre, Pedro de Assis, de quem o próprio Bártolo destacaria a harmonia entre a sua bondade e a sua vasta cultura.
Com apenas catorze anos, o adolescente de Sassoferrato trasladou-se a Perúgia para começar seus estudos de Leis na universidade daquela cidade. Nela, foi aluno de um famoso jurisconsulto, Cino de Pistóia, que dominava amplamente as doutrinas das grandes escolas jurídicas que se seguiram à glosa acursiana.
Depois que seu mestre retirou-se do ensino, Bártolo, a fim de preparar seu doutorado, mudou-se para a Universidade de Bolonha, onde teve como professores Jacobo de Belvísio, Oldrado de Ponte e Rainiero de Forli. Em 10 de novembro de 1334, com apenas vinte e um anos, concluiu seus estudos e recebeu o grau de Legum Doctor (Doutor em Leis), com a tradicional imposição da toga e do anel.
Após concluir sua formação universitária, Bártolo iniciou um período de transição que acabaria desembocando na prática docente. Com vinte e seis anos, em 1339, o jurista jovem, mas já veterano, começou a dar aulas em Pisa. Em 1343 voltou a Perúgia, onde teve como aluno Baldo de Ubaldis e desenvolveu sua extraordinária produção jurídica.
Em 1348, a cidade de Perúgia concedeu-lhe cidadania honorária. Em 1355, o Imperador Carlos IV da Germânia nomeou-o seu consiliarius. A morte surpreendeu Bártolo em 13 de julho de 1357, em pleno apogeu de sua atividade intelectual, quando contava com cerca de quarenta e três anos de idade.

## Obras

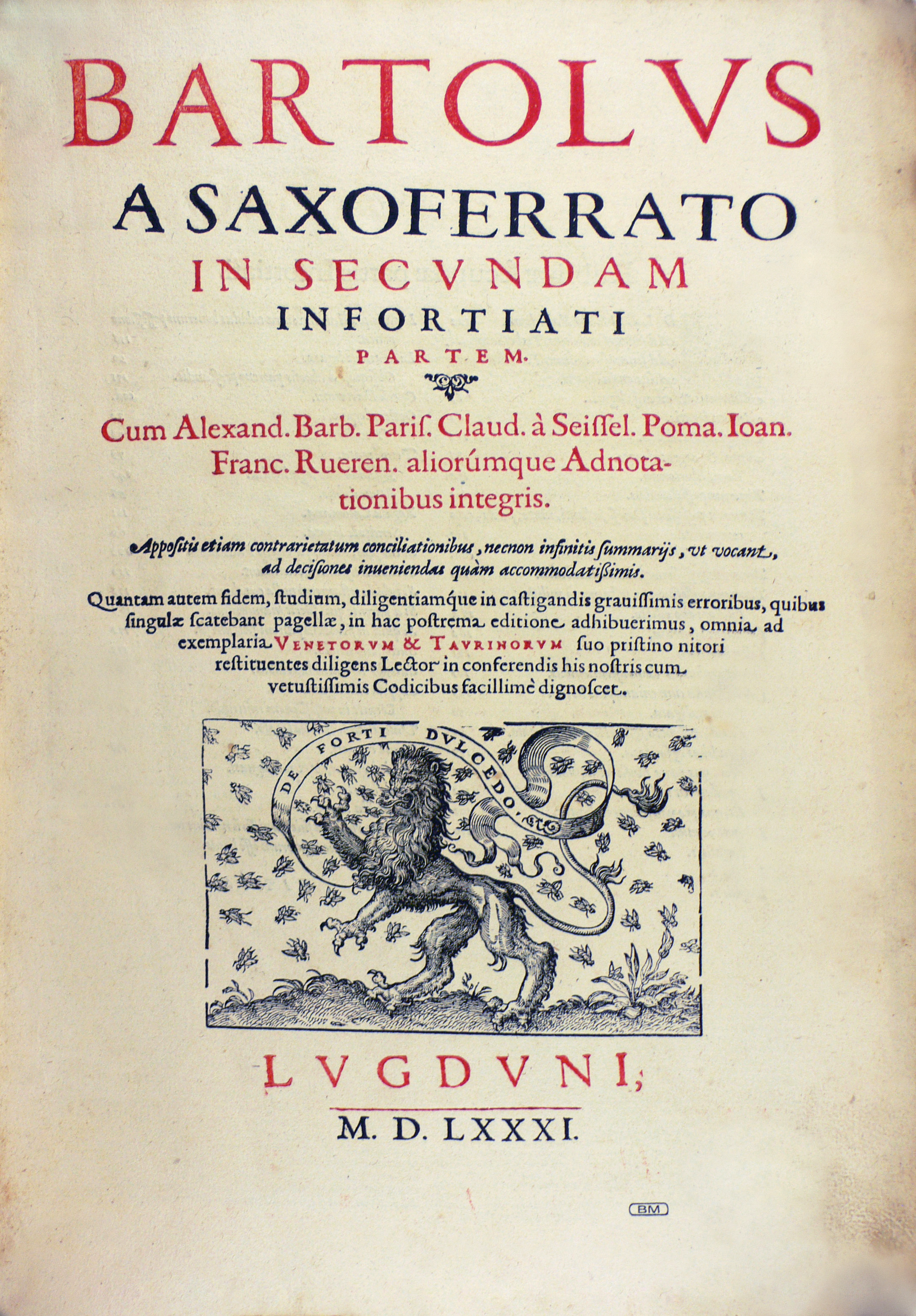
Opera omnia, 1581 (Milano, Fondazione Mansutti).

A despeito da brevidade de sua vida, Bártolo compôs um extraordinário número de obras. Ele escreveu comentários sobre todas as partes do Corpus Juris Civilis, com exceção das Institutiones. Ele também foi autor de um grande número de tratados sobre matérias jurídicas específicas. Entre esses tratados estão De fluminibus seu Tyberiadis, um livro sobre as leis relativas aos rios; De Insigniis et Armis, em que recolhe os aspectos jurídicos da Heráldica.
A imortalidade jurídica de Bártolo se encerra principalmente em suas inovações metodológicas no comentário do Corpus Juris Civilis e em suas não menos brilhantes contribuições ao desenvolvimento do Direito público e privado. Até o aparecimento de Bártolo, a escola dos glosadores impunha seus critérios no estudo do Direito Romano. A grande contribuição de Bártolo consistiu precisamente em superar o método da glosa, excessivamente apegado à letra da lei, e divulgar un sistema metodológico de exame crítico dos textos do Corpus de tal modo que como ponto de chegada se determinasse a ratio legis. A busca de soluções jurídicas para problemas concretos e o estabelecimento de pautas de interpretação e doutrinas jurídicas úteis à prática se efetivavam sem dúvida de modo mais fecundo partindo da mente do legislador e da razão última das normas. Este estudo teórico-prático das fontes, conhecido como o mos Italicus durante séculos, personificou-se na figura de Bártolo e, posteriormente, em seus mais destacados discípulos, entre os quais Baldo de Ubaldis.
Ademais desenvolveu muitos conceitos legais novos, que se converteram em parte da lei civil, entre eles o que faz referência ao conflito entre leis.